# Beenakia informis
Beenakia informis är en svampart som först beskrevs av Rick, och fick sitt nu gällande namn av Rudolf Arnold Maas Geesteranus 1974. Beenakia informis ingår i släktet Beenakia och familjen Clavariadelphaceae.   Inga underarter finns listade i Catalogue of Life.